# والابی صخره دماغه یورک
والابی صخره دماغه یورک (نام علمی: Petrogale coenensis) گونه‌ای کیسه‌دار عضو سرده صخره‌راسوها از تیره درازپایان است که در شمال شرقی کوئینزلند در استرالیا زندگی می‌کند.